# آستانة عالم شاه

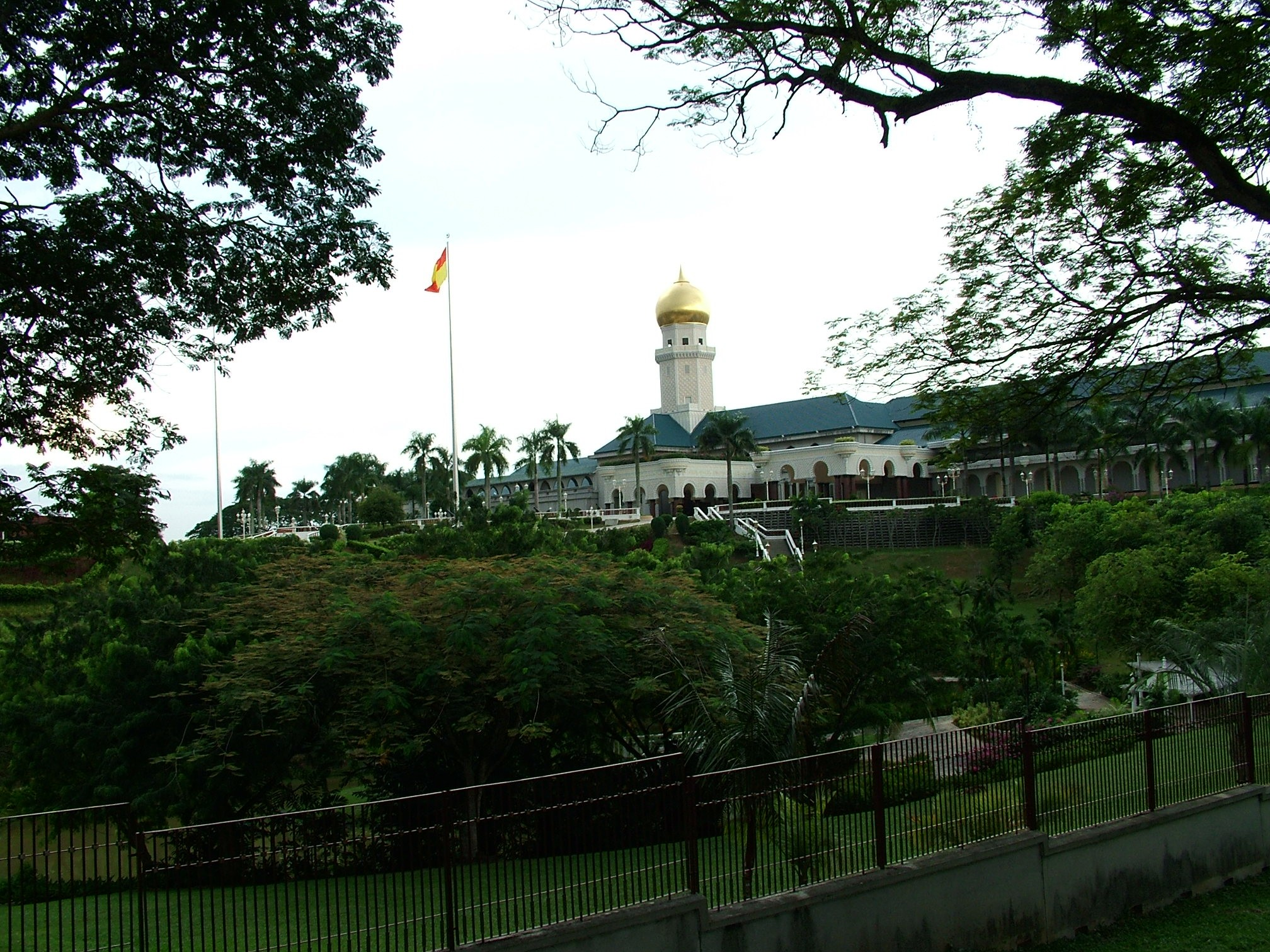
آستانة عالم شاه

آستانة عالم شاه هو القصر الرسمي لسلطان سلاغور، ويقع في جنوب كلاغ، المدينة الملكية لولاية سلاغور في ماليزيا.

## التاريخ
بين عامي 1903 و1957، كان هناك قصر أقدم في نفس الموقع، يُعرف باسم آستانة ماهكوتا بوري. بُنيت آستانة عالم شاه عام 1903 في عهد السلطان سليمان شاه، خامس سلاطين سلاغور، ويشبه التصميم إلى حد كبير مبنى السلطان عبد الصمد في كوالالمبور. استمر السلطان في العيش في القصر لمدة 35 عامًا حتى وفاته عام 1938. في الخمسينيات من القرن الماضي استخدم لفترة وجيزة كسكن للطلاب في المدارس القريبة. ثم هُدم القصر في أكتوبر 1957 وسرعان ما استُبدله بالمبنى الحالي.

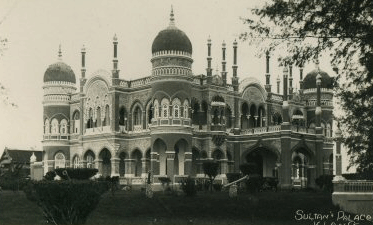
آستانة ماهكوتا بوري خلال الحكم الاستعماري

على الرغم من أن السلطان لديه مسكنان رسميان آخران في شاه عالم وبوتراجاي، فإن معظم الاحتفالات الملكية (مثل تتويج سلطان جديد) التي يحضرها عائلة سلاغور الملكية تقام في آستانة عالم شاه.
القصر يتكون من 15 غرفة بنيت باستخدام الخشب والرخام. في أوائل عام 2000 أُجريت تجديدات واسعة النطاق من قبل السلطان صلاح الدين شاه.